# 10386 Romulus
10386 Romulus è un asteroide della fascia principale del diametro medio di circa 21,41 km. Scoperto nel 1996, presenta un'orbita caratterizzata da un semiasse maggiore pari a 3,2473194 UA e da un'eccentricità di 0,0880061, inclinata di 22,98354° rispetto all'eclittica.
Il suo scopritore, l'astronomo italiano Vincenzo Silvano Casulli, volle dedicarlo a Romolo, re di Roma.
Appartiene alla famiglia di asteroidi Alauda.